# Joseano Felipe
Joseano dos Santos Felipe (Tacima,  20 de outubro de 1973 - Natal, 27 de janeiro de 2016) foi um levanta de peso paralímpico brasileiro.
Ex-policial do BOPE, paraplégico desde 2000, quando levou um tiro numa rebelião no presídio de Alcaçuz, começou a praticar halterofilismo e foi convocado para a Seleção Brasileira Paraolímpica da modalidade.
Como atleta, foi medalha de ouro nos Jogos Parapan-Americanos de 2015, em Toronto, Canadá. Na mesma semana de seu falecimento, foi medalha de ouro na Copa do Mundo da modalidade, na categoria até 107 kg. Além da medalha, conquistou o recorde das Américas, ao levantar 206 kg.